# Episodi di Sitting Ducks (seconda stagione)
La seconda stagione della serie animata Sitting Ducks è stata trasmessa negli Stati Uniti dal 12 aprile 2002. In Italia è stata trasmessa su Boing dal 13 luglio 2010.
| n.   | Titolo inglese                     | Titolo italiano | Prima TV USA   | Prima TV Italia |
| ---- | ---------------------------------- | --------------- | -------------- | --------------- |
| 1a.  | Holding Pen 13                     |                 | 12 aprile 2002 | 13 luglio 2010  |
| 1b.  | Daredevil Ducks                    |                 | 12 aprile 2002 | 13 luglio 2010  |
| 2a.  | "Aldo the Duck                     |                 | 19 aprile 2002 |                 |
| 2b.  | Chasing Andy                       |                 | 19 aprile 2002 |                 |
| 3a.  | "Feet of Fortune                   |                 | 26 aprile 2002 |                 |
| 3b.  | The Great Scooter Race             |                 | 26 aprile 2002 |                 |
| 4a.  | O'Brother What Art Thou            |                 | 3 maggio 2002  |                 |
| 4b.  | Urban Legend                       |                 | 3 maggio 2002  |                 |
| 5a.  | Fred's Fever                       |                 | 10 maggio 2002 |                 |
| 5b.  | You're Grounded                    |                 | 10 maggio 2002 |                 |
| 6a.  | The Gator in the Mask              |                 | 17 maggio 2002 |                 |
| 6b.  | Lotta Gelata                       |                 | 17 maggio 2002 |                 |
| 7a.  | Feather Island                     |                 | 24 maggio 2002 |                 |
| 7b.  | King of the Bongos                 |                 | 24 maggio 2002 |                 |
| 8a.  | Fred's Secret                      |                 | 31 maggio 2002 |                 |
| 8b.  | Aldo's Uncle Artie                 |                 | 31 maggio 2002 |                 |
| 9a.  | Close Encounters of the Green Kind |                 | 7 giugno 2003  |                 |
| 9b.  | Gonna Getcha Gator                 |                 | 7 giugno 2003  |                 |
| 10a. | Nothing but the Truth              |                 | 14 giugno 2003 |                 |
| 10b. | Duck and Cover                     |                 | 14 giugno 2003 |                 |
| 11a. | Iced Duck                          |                 | 21 giugno 2003 |                 |
| 11b. | Duck Footed                        |                 | 21 giugno 2003 |                 |
| 12a. | Free as a Bird                     |                 | 28 giugno 2003 |                 |
| 12b. | Fowl Weather Feathers              |                 | 28 giugno 2003 |                 |
| 13a. | Duck Lover                         |                 | 5 luglio 2003  |                 |
| 13b. | Outback Quack                      |                 | 5 luglio 2003  |                 |